# Зелим Бакајев
Зелимхан Хусеинович Бакајев (рус. Зелимхан Хусаинович Бакаев; Грозни, 23. април 1992 — 8. август 2017) био је руски певач чеченскога порекла. Нестао је 8. августа 2017. у Чеченији, док је ишао на сестрино венчање. Верује се да је отет, мучен и убијен од стране чеченских власти као део систематског прогона хомосексуалаца.

## Нестанак
Нестао је 8. августа 2017, током боравка у Грознију због сестриног венчања. Наводно је ухапшен од стране СОБР (специјалне полиције), његов мобилни телефон је деактивиран истог дана. Раније му је било забрањено да се појави у Чеченији због своје хомосексуалности. Његова мајка Малика је добила поруку да је напустио Чеченију. Пријављен је као нестао 18. августа. 
Дана 24. септембра 2017. појавио се сумњиви снимак, наводно из Немачке, са младићем који личи на Бакајева и у ком се каже да је сада у Немачкој. Немачке власти су порекле да је Бакајев прешао границу, и да се пића и намештај из снимка не могу наћи на територији Немачке. Породица је изразила сумњу у веродостојност снимка. Руске власти верује да је највероватније убијен у току 2018. године.

## Дискографија

### Синглови са спотовима
- Не хватает тебя с Јебиком Јалмадиновом (новембар 2013)
- Нана (март 2016)
- Без тебя с Јебиком Јалмадиновом (фебруар 2016)